# Heubécourt-Haricourt
Heubécourt-Haricourt är en kommun i departementet Eure i regionen Normandie i norra Frankrike. Kommunen ligger i kantonen Écos som tillhör arrondissementet Les Andelys. År 2022 hade Heubécourt-Haricourt 461 invånare.

## Befolkningsutveckling
Antalet invånare i kommunen Heubécourt-Haricourt
Referens:INSEE